# België en Christenheid
België en Christenheid (Frans: Belgique et Chrétienté) is een Belgische ultra-katholieke vereniging zonder winstoogmerk (vzw). De vzw ontstond in 1989. Alain Escada is de voorzitter. De vzw heeft volgens haar statuten de strijd tegen het "antichristelijk racisme" en het "antibelgisch racisme" tot doel. Hiertoe voerden de leden meermaals actie tegen de Lgbt-gemeenschap en tegen mensen of organisaties die zij verdachten van godslastering.

## Methode
De vzw plaatste op haar website een lijst van bedrijven die ze opriep te boycotten en gebruikte haar banden met andere ultraconservatieven om de RTBF onder druk te zetten haar programmatie te censureren.
Naast online campagnes organiseerde de vzw sinds 2002 meerdere conferenties, manifestaties en processies in Vlaanderen. Daarin kant België en Christenheid zich tegen abortus, pornografie, euthanasie, de legalisering van drugs, de toetreding van Turkije tot de Europese Unie, het homohuwelijk, adoptie door homoseksuelen en alle culturele uitingen die ze "lasterlijk" of "immoreel" vinden.  Ze maken hiervoor ook gebruik van de rechtsgang.

## Acties
In 2001 diende de vzw klacht in tegen de organisatoren van de Irréligia tentoonstelling in 2001 van Atelier 340 Muzeum
Ze deed hetzelfde met de telecomprovider BASE
In 2005 voerde België en Christenheid campagne tegen een toneelstuk van Union Suspecte
In 2007 verloor de vzw het proces dat ze tegen Résistances had aangespannen. Die organisatie had België en Christenheid op haar website als antisemitisch, fascistisch en nazistisch omschreven.
België en Christenheid heeft geen officiële politieke affiliatie maar heeft nauwe banden met een aantal conservatieve politici en partijen. Via dit netwerk probeert de vzw de besluitvorming op verschillende politieke niveaus te beïnvloeden.

Met dit doel is België en Christenheid ook actief in Luxemburg, Frankrijk, Zwitserland, Ierland, Italië, Portugal, Spanje, Polen en Roemenië.

## Voetnoten
1. ↑  Frans:
*Action RTBF
*Scandaleuse émission anti-catholique à la RTBF
2. ↑  Actie Familie
3. ↑  Atelier 340 Muzeum
4. ↑  Debat op de grens tussen kunst en blasfemie
5. ↑  Actie BASE
6. ↑  Een nieuw schandalig toneelstuk
7. ↑  "Dans la mouvance facho-catho"
8. ↑  Een Europees observatorium tegen christenfobie?